# Gradski Stadion de Berane
El Gradski Stadion es un estadio de fútbol situado en la ciudad de Berane en Montenegro en el disputa sus partidos como local el Fudbalski Klub Berane. El estadio fue inaugurado durante el período en el que Berane formaba parte de Yugoslavia, en el año 1975. 
Dispone de césped natural y de una capacidad para 11 000 espectadores lo cual lo sitúa como el segundo estadio de Montenegro tan solo por detrás del Estadio Pod Goricom del Fudbalski Klub Budućnost y la Selección de fútbol de Montenegro que dispone de capacidad para 12 000 espectadores. Este estadio no cumple las condiciones exigidas por la UEFA para disputar competiciones europeas y se encuentra rodeado de una pista para la práctica del atletismo. Como curiosidad cabe destacar que tan solo los laterales del campo tienen grada y que detrás de las porterías no hay nada más que unas vallas con publicidad.